# پرواز به سوی خشم
پرواز به سوی خشم (انگلیسی: Flight to Fury) فیلمی با بازی جک نیکلسون و دیوی مارتین و کارگردانی مونتی هلمن می باشد که در سال ۱۹۶۴ منتشر شده است.